# 山青木
山青木（学名：Meliosma kirkii），为清风藤科泡花树属下的一个植物种。